# Rage (videojuego)
Rage es un videojuego de disparos en primera persona desarrollado por id Software y distribuido por Bethesda Softworks lanzado el 4 de octubre de 2011 para Windows, Xbox 360 y PlayStation 3. El juego tiene lugar en un mundo posapocalíptico, donde el personaje ha de luchar para sobrevivir en lugares hostiles contra monstruos mutantes y clanes enemigos.

## Sinopsis
Después de que el planeta fuera devastado por el asteroide (99942) Apofis en 2029, los supervivientes del suceso se verán obligados a crear una nueva civilización humana. En este mundo posapocalíptico, el jugador se encontrará con bandidos y mutantes que se convertirán en los principales enemigos de este escenario. También habrá circuito de carreras, coches y varios lugares por los cuales el jugador podrá recorrer, con la decisión de sobrevivir y luchar contra sus enemigos a lo largo de las misiones primarias y secundarias.

## Desarrollo
Rage fue desarrollado por id Software y distribuido por Bethesda Softworks. El juego cuenta con el motor gráfico id Tech 5 que también será usado en el futuro para otros proyectos importantes para la desarrolladora. John Carmack y Tim Willits se encargaron de diseñar el videojuego. En 2010, Carmack mencionó que Bethesda Softworks colaboraría para llevar a cabo el proyecto. Luego, Willits confirmó la salida de Rage en 2011 para Microsoft Windows, Xbox 360 y PlayStation 3. A mitad de año, salió el tráiler oficial de Rage en Youtube y días después se confirmó su salida para el 4 y 7 de octubre del mismo año.
El 3 de agosto de 2011, Willits confirmó que el desarrollo de Rage estaba casi terminado según la revista Xbox World 360 Magazine.
Finalmente salió como se esperaba el 4 de octubre de 2011 para las principales plataformas. En el caso de Windows hubo problemas con las tarjetas gráficas AMD y el flujo de texturas. AMD lanzó una actualización del driver solucionando dichos problemas, aparentemente causados por la inclusión de una serie de archivos conflictivos de versiones antiguas de OpenGL.
También se ha mencionado la posible salida para GNU/Linux a lo largo de 2012, en línea de los anteriores lanzamientos de id Software, como Enemy Territory: Quake Wars, Quake 4 o Doom 3.

## Curiosidades
En la serie de televisión Breaking Bad, emitida por AMC (canal de televisión), en su 7.º capítulo de su temporada 4, al comienzo del mismo, aparece Jesse Pinkman (Aaron Paul) jugando este videojuego.